# Alexandre Stuart, Duque de Ross
Alexandre Stuart (em inglês: Alexander Stewart; 1514 — 1515) foi o quarto filho do rei James IV e de sua consorte, Margarida Tudor. Foi o primeiro a ser nomeado duque de Ross.